# Цисоїда Діокла

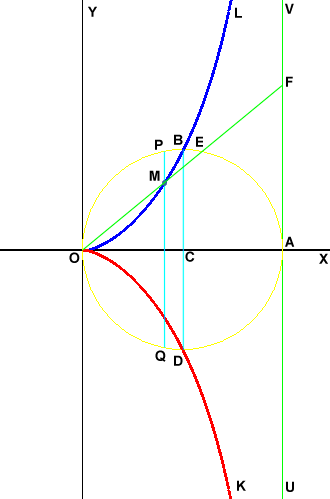
Мал. 1. Побудова цисоїди. Синя і червона лінії — гілки цисоїди.

Цисоїда Діокла — плоска алгебрична крива третього порядку.
В декартовій системі координат, де вісь абсцис спрямована за {\displaystyle OX}, а вісь ординат за {\displaystyle OY}на відрізку {\displaystyle OA=2a}, як на діаметрі будується допоміжне коло. В точці {\displaystyle A} проводиться дотична {\displaystyle UV}. З точки {\displaystyle O} проводиться довільна пряма {\displaystyle OF}, яка перетинає коло в точці {\displaystyle E} і дотичну в точці {\displaystyle F}. Від точки {\displaystyle F}у напрямку точки {\displaystyle O}, відкладається відрізок {\displaystyle FM}, довжина якого дорівнює довжині відрізка {\displaystyle OE}. При обертанні лінії {\displaystyle OF} навколо точки {\displaystyle O}, точка {\displaystyle M} описує лінію, яка називається цисоїда Діокла. Дві гілки цієї лінії на мал. 1 показані синім і червоним кольорами.

## Рівняння
Рівняння цисоїди в прямокутній системі координат записується так:
{\displaystyle y^{2}={\frac {x^{3}}{2a-x}}.\qquad \qquad (1)}
Рівняння цисоїди в полярній системі координат:
{\displaystyle \rho ={\frac {2a\sin ^{2}\varphi }{\cos \varphi }}.}
Іноді рівняння цисоїди в полярній системі координат записують так:
{\displaystyle \rho ={\frac {2a\left(1-\cos ^{2}\varphi \right)}{\cos \varphi }}=}
{\displaystyle =2a\left({\frac {1}{\cos \varphi }}-\cos \varphi \right)=}
{\displaystyle =2a\left(\sec \varphi -\cos \varphi \right).}
Параметричне рівняння цисоїди:
{\displaystyle x={\frac {2au^{2}}{1+u^{2}}},} {\displaystyle y={\frac {2au^{3}}{1+u^{2}}},}
де
{\displaystyle u=\mathrm {tg} \,\varphi }.

## Історія
Вперше цисоїду досліджував грецький математик Діокл у II столітті до н. е. Діокл будував криву так: знаходиться точка {\displaystyle P}, розташована на допоміжному колі симетрично точці {\displaystyle E}; вісь симетрії — діаметр {\displaystyle BD}. З точки {\displaystyle P} проводиться перпендикуляр до осі абсцис. Точка {\displaystyle M}, що належить цисоїді, знаходиться на перетині цього перпендикуляра і прямої {\displaystyle OE}. Цим методом Діокл побудував тільки криву {\displaystyle DOB} всередині допоміжного кола. Якщо цю частину цисоїди ({\displaystyle DOB}) замкнути дугою кола {\displaystyle EAD}, то виходить фігура, що нагадує своєю формою листок плюща. Грецькою плющ — χισσος («хіссос»), від чого й походить назва кривої — «цисоїда».
В сучасному вигляді цисоїду відтворив французький математик Жиль Роберваль у 1640 році. Пізніше цисоїду також досліджував голландський математик Слюз.

## Властивості
- Цисоїда симетрична відносно осі абсцис.
- Цисоїда перетинає допоміжне коло в точках {\displaystyle B} і {\displaystyle D}, які належать діаметру цього кола.
- Цисоїда має один касп і асимптоту {\displaystyle UV}, рівняння якої: {\displaystyle x=2a}, де {\displaystyle a} — радіус допоміжного кола.
- Цисоїда є евольвентою параболи з каспом у вершині параболи. При цьому директриса параболи є асимптотою цисоїди.[1]

### Площа між цисоїдою і асимптотою
Ця площа дорівнює:
{\displaystyle S_{1}=3\pi a^{2}.}
Площа, охоплена гілками цисоїди {\displaystyle KOL} і асимптотою {\displaystyle UV} {\displaystyle S_{1}}.
Рівняння верхньої гілки {\displaystyle OL}:
{\displaystyle y={\sqrt {\frac {x^{3}}{2a-x}}}.\qquad \qquad (2)}
Половина площі, укладеної між цисоїдою і асимптотою, дорівнює інтегралу від рівняння (2) в межах від 0 до {\displaystyle 2a}:
{\displaystyle {\frac {1}{2}}S_{1}=\int \limits _{0}^{2a}{\sqrt {\frac {x^{3}}{2a-x}}}\,dx.\qquad \qquad (3)}
Підстановка:
{\displaystyle u^{2}=2a-x,\qquad x=2a-u^{2},\qquad dx=-2u\,du.}
Межі інтегрування:
{\displaystyle x=0\Rightarrow u={\sqrt {2a}},\qquad x=2a\Rightarrow u=0.}
Інтеграл (3) перетворюється до вигляду:
{\displaystyle {\frac {1}{2}}S_{1}=-2\int \limits _{\sqrt {2a}}^{0}{\sqrt {(2a-u^{2})^{3}}}\,du=}
{\displaystyle =\left.-2\left({\frac {u}{8}}(10a-2u^{2}){\sqrt {2a-u^{2}}}+{\frac {3a^{2}}{2}}\arcsin {\frac {u}{\sqrt {2a}}}\right)\right|_{\sqrt {2a}}^{0}={\frac {3\pi a^{2}}{2}}.}
Отже:
{\displaystyle {\frac {1}{2}}S_{1}={\frac {3\pi a^{2}}{2}}.}
{\displaystyle S_{1}=3\pi a^{2}.}

### Об'єм тіла обертання
Об'єм ({\displaystyle V_{1}}) тіла, утвореного при обертанні гілки {\displaystyle OL} навколо осі абсцис, розраховується так:
{\displaystyle V_{1}=\pi \int \limits _{0}^{2a}{\frac {x^{3}}{2a-x}}\,dx=}
{\displaystyle =\pi \int \limits _{0}^{2a}\left(-x^{2}-2ax-4a^{2}+{\frac {8a^{3}}{2a-x}}\right)\,dx=}
{\displaystyle =\left.-{\frac {44\pi a^{3}}{3}}-8\pi a^{3}(\ln(2a-x))\right|_{0}^{2a}.}
Якщо {\displaystyle x\to 2a}, то {\displaystyle \ln(2a-x)\to -\infty }, тобто {\displaystyle V_{1}\to \infty }.